# 李元懿
李元懿（621年—673年），唐高祖第十三子。母宝林张宠则。

## 生平
生年不详，从兄长李元嘉生年推断，当是619年至621年间。武德四年（621年），封滕王。貞觀七年（633年），授兗州刺史，賜實封六百戶。貞觀十年（636年）改封鄭王，歷鄭、潞二州刺史，常至法興寺（位於山西長子縣東南）游玩，建有石舍利塔。
貞觀二十三年（649年），加實封滿千戶。咸亨四年（673年）病逝，贈司徒、荊州大都督，諡惠，陪葬獻陵。其子李璥在法興寺內立有碑記，稱透靈碑。

## 家庭

### 妻妾
- 王妃侯氏

### 子女
- 嗣郑王李璥（？-689年11月27日），妻窦氏
  - 嗣郑王李希言
  - 嗣安德郡公李泽言，出继李琳
    - 太子宫门丞，赠礼部郎中李勋
      - 门下省城门郎李縎
        - 巩县丞李据
          - 李岷

    - 尉氏县尉李劝
      - 河南府法曹参军李缙
        - 李某
        - 李某
        - 司农寺丞李扢，字藻文
          - 濠州文学李嵎
          - 饶州参军李楹
          - 李嶓
          - 李岣

        - 武康县尉李挥

    - 汧国贞简公、工部尚書、检校司徒、同平章事、太子太师，赠太傅李勉，字玄卿
      - 李缵
      - 李缜
      - 李纬
      - 兵部员外郎李约

  - 鸿胪卿，赠兵部尚书李察言
    - 太仆卿、怀汝楚等州别驾，赠尚书左仆射李自仙
      - 秘书郎李𦐄
      - 金华二州刺史、虞部郎中、宗正卿、镇国军潼关防御使李䎖
        - 京兆府富平尉李宗冉
        - 中书舍人、知贡举、吏部侍郎、同中书门下平章事、中书侍郎、参知政事、襄武县开国侯李宗闵，字损之
          - 李琨，字希立
          - 汲泉桂三州刺史李瓚，字公锡
            - 李钦说，字巖卿
              - 三子一女

        - 李氏，嫁左拾遗、太常博士、尚书郎樊定纪[1]
        - 李氏，嫁左台监察御史元谷
        - 李氏，嫁左台监察御史崔蠡

      - 门下侍郎、同中书门下平章事、检校尚书左仆射、兼太子少师分司东都、荥阳郡开国公，赠太子太保李夷简，字易之
        - 乡贡进士李匡文
        - 李氏，嫁卢元裳

      - 李夷亮
      - 李夷则
      - 李夷范

    - 眉州刺史李自昌
- 吕国公李琛
- 乐安公李珪
- 上庸公李琰
- 乐陵公李球
- 武安公李琨
- 南海公李璿
  - 吕国公李玄言，李璿第三子，出继李琛
- 安德公李琳
- 新平公李璲
- 邵陵公李珩
  - 左千牛卫大将军李德言
    - 李氏，嫁许州扶沟县令天水赵季康
- 金明县主，嫁唐右卫中郎、东宫率、右卫大将军、金紫光禄大夫、平氏县开国公罗俨，生女罗四无量，嫁武周地官官员刘某

### 后裔
- 李慤，生李义肃。李义肃女嫁庾仲畲。
- 李氏，嫁试大理评事崔某。